# Thái Sơn, Tân Bắc
Thái Sơn (tiếng Trung: 泰山區; bính âm: Tàishān Qū; Bạch thoại tự: Thài-san-khu) là một khu (quận) của thành phố Tân Bắc, Trung Hoa Dân Quốc (Đài Loan). Chỉ có 30% diện tích của quận là khu vực đất thấp, còn lại là vùng núi và sông suối. Quận có Quốc lộ 1 chạy qua.